# Bebi Liguei
"Bebi Liguei" é uma canção da cantora e compositora brasileira Marília Mendonça, lançada como o sétimo e último single do álbum Todos os Cantos (2019) em 16 de dezembro de 2018 pela gravadora Som Livre.

## Composição
Assim como todas as canções de Todos os Cantos (2019), "Bebi Liguei" não é uma música autoral. Seus compositores são Gabriel Agra, Philipe Pancadinha, Thales Lessa e Victor Hugo, os dois últimos também creditados no single "Casa da Mãe Joana". A canção aborda um sujeito apegado a alguém que, apesar de não valer a pena, ainda o faz ir atrás do "prejuízo".
"Bebi Liguei" é o único sucesso da carreira de Marília Mendonça cujo eu lírico é um homem. Os versos são cantados pela cantora no masculino.

## Gravação
A canção foi gravada em 26 de novembro de 2018 na Praça Augusto Severo, em Natal, no Rio Grande do Norte. Apesar de ter sido anunciado no mesmo dia, a apresentação conteve significativa participação do público, e a cidade chegou a ter engarrafamentos.
Na introdução da música, Marília Mendonça disse "Ai, Natal", expressão que se tornou um bordão. Outra particularidade da canção em relação a outras faixas do projeto é que Marília cantou-a em uma mesa de bar montada no palco ao lado de fãs.

## Lançamento e recepção
"Bebi Liguei" foi lançada como o single final do álbum Todos os Cantos em 16 de dezembro de 2018 simultaneamente com sua versão em videoclipe, e além de ter se tornado um sucesso comercial imediato, se tornou um dos maiores sucessos da carreira da cantora. No YouTube, a canção alcançou 2 milhões de visualizações em 48 horas. Até a morte de Marília em novembro de 2021, a música tinha mais de 440 milhões de visualizações no YouTube e cerca de 185 milhões de reproduções no Spotify. Em janeiro de 2024, "Bebi Liguei" segue sendo uma das músicas mais tocadas da Marília, tendo 576 milhões de visualizações no YouTube. Em 2019, "Bebi Liguei" foi a segunda música mais tocada no Spotify brasileiro.
A canção também fez parte da trilha sonora da novela A Dona do Pedaço, de 2019. A versão para a novela se diferenciou pela remoção de todas as captações ao vivo e pelo ajuste de vocais de Marília Mendonça nos trechos em que a intérprete direcionava o canto para o público, com o objetivo de se assemelhar ao máximo possível com uma gravação de estúdio.
Em 2020, "Bebi Liguei" recebeu disco de diamante triplo da Pro-Música Brasil, maior certificação da associação.

## Prêmios e indicações
"Bebi Liguei" ganhou o prêmio de Melhor Música Popular do WME Awards 2019.

## Certificações e vendas
| Região                                                        | Certificação | Unidades/vendas |
| ------------------------------------------------------------- | ------------ | --------------- |
| Brasil (PMB)                                                  | 7× Diamante  | - 2.100.000‡    |
| ‡vendas+valores de streaming baseados somente na certificação |              |                 |